# IC 977
IC 977 ist eine Spiralgalaxie vom Hubble-Typ Sab im Sternbild Jungfrau auf der Ekliptik. Sie ist rund 390 Millionen Lichtjahre von der Milchstraße entfernt und hat einen Durchmesser von etwa 80.000 Lichtjahren. 

Im selben Himmelsareal befinden sich u. a. die Galaxien IC 978 und IC 985.
Das Objekt wurde am 8. Juli 1893 vom französischen Astronomen Stéphane Javelle entdeckt.